# Jean-Pierre Aulneau
Jean-Pierre Arneau, né le 21 avril 1705 à Moutiers-sur-le-Lay, en Vendée (France) et mort (assassiné) en juin 1736 près du lac des bois (Canada), était un prêtre jésuite français, missionnaire en Nouvelle-France (Canada) et dans le Minnesota. On le surnomme le martyr oublié du Minnesota.
Né le 21 avril 1705 à Moutiers-sur-le-Lay en Vendée, Jean-Pierre fait ses études à Luçon et entre au noviciat des Jésuites à Bordeaux en 1720. Il est ordonné prêtre vers 1734. 
À Québec en 1734-1735, il est l'aumônier du fort Saint-Charles dans le Manitoba sur le bord du lac des Bois de 1735 à 1736, où il est surpris et massacré par les Sioux en juin 1736. Il faisait partie de l'expédition de Jean Baptiste de La Vérendrye. Claude-Godefroy Coquart fut envoyé pour compléter son œuvre missionnaire. 
Le corps du missionnaire n'est retrouvé par ses confrères jésuites qu'en 1908 grâce aux écrits laissés par La Vérendrye et à la tradition orale des Ojibwés. Il y a une sculpture de Jean-Pierre Aulneau et de La Vérendrye devant la cathédrale de Saint-Boniface au Manitoba.